# 上海學生聯合會
上海学生联合会是中華民國大陸時期上海的一個組織，成立于1919年5月11日。該組織由复旦大学等八十余校發起。何葆仁出任会长。6月5日，聯合會出版《学生联合会》日刊。同日，该会成立上海商学工报联合会。五卅运动期間，该会与上海总工会、全国学联、上海各马路商界总联合会联合成立工商学联合会。四·一二政变后，中國国民党改组該組織。
五二〇运动期間，上海各大、中学校学生自治会代表于1947年5月31日在上海医学院集合，再次成立上海学生联合会（上海市學生聯合會）。学联设主席团（主席团由交通大学、复旦大学等7校组成。另設執行委員會，會中成立共產黨小組，黄振兴任书记）、联络部、宣传部等机构并出版《学生报》。6月10日，該組織号召上海全市各校罢课一天，並要求立即释放被拘留的同学。6月15日，与华北学联等发起组织了全国学生联合会。6月23日，上海學生聯合會被上海市政府取締。